# Luminotécnica

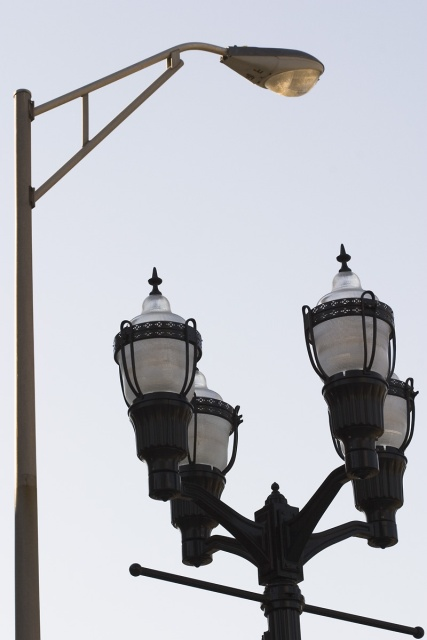
Luminária Urbana.

Luminotécnica ou luminotecnia é o estudo da aplicação de iluminação artificial tanto em espaços interiores como exteriores.

## Histórico
Sempre foi preocupação do homem dotar suas moradias de meios adequados para suprir a falta da luz natural. O primeiro recurso foi, naturalmente, o fogo, que produz calor e luz, obtido pela queima de madeira, carvão e outros. As antigas lâmpadas eram fabricadas em cerâmica ou metal, possuíam uma alça para se segurar e um pavio na outra extremidade e utilizavam algum óleo como combustível.
Com o advento do petróleo, o gás passou a ser utilizado na iluminação. No Brasil, em 1851, Irineu Evangelista de Souza, o Barão de Mauá, iniciou a iluminação de ruas por meio do famoso lampião a gás.
As primeiras lâmpadas a utilizarem a eletricidade foram as lâmpadas a arco voltaico.
No fim do século XIX, através de Thomas Alva Edison, surgiram as primeiras lâmpadas elétricas incandescentes, que, por se revelarem mais práticas para produzir luz, passaram a ser utilizadas em larga escala.

## Lâmpadas
As lâmpadas disponíveis no mercado para iluminação, apresentam as características, tais como, potência elétrica absorvida (W), fluxo luminoso produzido (lm), temperatura de cor (K) e índice de reprodução de cor(IRC)

## Classificação
A classificação das lâmpadas varia de acordo com o meio usado para a obtenção da luz. 
Deste modo, podem ser classificadas em lâmpadas incandescentes e lâmpadas de descargas.  
As lâmpadas incandescêntes (ou lâmpadas de incandescência) são as que produzem luz a partir de um filamento aquecido pela passagem de corrente eletrica. 
As lâmpadas de descarga funcionam à base da luminescência, de forma semelhante aos relâmpagos e descargas atmosféricas. 
Outros tipos de lâmpadas são os LEDs, que funcionam à base da fotoluminescencia, de forma semelhante aos vaga-lumes. 

### Lâmpadas incandescêntes
As incandescêntes são lâmpadas que produzem luz pela incandescência por meio de um filamento, normalmente tungsténio, que é o material que mais se adaptou às elevadas temperaturas que se verificam no interior das lâmpadas, onde existe vácuo ou um gás raro e que de acordo com a sua constituição interna podem ser classificadas em lâmpadas incandescentes convencionais e lâmpadas incandescentes halogénas. 

#### Princípio de funcionamento
O interior da ampola (bulbo) é preenchido por um gás inerte. Com a passagem da corrente eléctrica pelo filamento, os electrões chocam-se com os átomos de tungsténio, liberando energia que se transforma em luz e calor.

#### Lâmpada incandescente tradicional ou convencional
A lâmpada incandescênte convencional converte a energia elétrica em energia luminosa (luz) e térmica (calor), através da passagem de corrente elétrica pelo filamento de tungstenio. É constituída pela ampola, filamento, gás e base. 
A base pode ser do tipo rosca ou baioneta, cada uma com finalidades específicas, cuja função é permitir a fixação mecânica da lâmpada ao suporte e completar a ligação elétrica ao circuito de iluminação. A maioria das lâmpadas incandescêntes convencionais usa a base de rosca tipo Edison, designada pela letra E seguida de um número que indica o seu diâmetro em mm.
A ampola (bulbo) pode ser do tipo globular comum, pêra, parabólico entre outros. Há lâmpadas infravermelhas, germicidas, para iluminação geral ou refletoras, com as mais diversas aplicações.

##### Características
- Temperatura do filamento, normalmente é superior a 2 000°C.
- Vida útil: Em média 1 000 horas de funcionamento.
- Índice de restituição de cor: Possui geralmente um IRC de100.
- Rendimento luminoso (lm/w): Têm o menor rendimento luminoso de todas as lâmpadas (cerca de 17 lm/W)
- Temperatura de cor: 2.700 K

#### Lâmpada incandescente halógena
As lâmpadas halogénas funcionam da mesma forma que as incandescêntes convencionais. A diferença entre elas é que nas halogénas introduz-se gases halogénos (iodo ou bromo) que, no interior da ampola (bulbo) combinam-se com as partículas de tungstenio desprendidas do filamento. 

##### Características e aplicações
Uma das características das lâmpadas halogénas é a redução do seu tamanho, o que as tornam adequadas para iluminação direcionada ("spot light"), com aplicações bastante úteis em iluminação decorativa, mas que a irradiação térmica emitida e bastante elevada. Através disto alguns tipos de lâmpadas são providos de um refletor espelhado especial, denominado "dicróico", que reflete a radiação visível e absorve a radiação infravermelha. Com este tipo de espelho, consegue-se uma reducao da ordem de 70% na radiação infravermelha, resultando um feixe de luz que não aquece o ambiente.
Em relação às lâmpadas convencionais, as halogénas apresentam as seguintes características:
- Elevadas potências;
- Maior tempo de vida, variando de 2000 a 4000 horas;
- Melhor rendimento luminoso;
- São mais caras;
- Luz branca e brilhante;
- Maior eficiência energética;
- Dimensões menores, da ordem de 10 a 100 vezes.

Pelo facto de as temperaturas elevadas no filamento serem atingidas com a circulação de um nivel minimo de corrente, as lâmpadas com potências inferiores a 50W são alimentadas em tensão reduzida, normalmente 12 V ou 24 V. 
São normalmente usadas em iluminação de estádios desportivos, pátios, iluminação externa, teatros, estúdios de TV, museus, monumentos,  máquinas de xerox, etc.

### Lâmpadas de descarga
Baseiam-se na condução de corrente elétrica em um meio gasoso, quando em seus eletrodos se forma uma tensão elevada capaz de vencer a rigidez dielétrica do meio. Os meios gasosos mais utilizados são o vapor de mercúrio ou o argônio.

#### Constituição
As lâmpadas de descargas são normalmente constituídas por um tubo de descarga cujas extremidades tem eletrodos (catodo e anodo), que quando aquecidos emitem eletrons. Dentro do tubo (cujo invólucro é translúcido) tem uma mistura gasosa composta por gases inertes e vapores metálicos à uma determinada pressão.

#### Princípio de funcionamento
Aplicando uma diferença de potencial elétrico externa, os eletrons emitidos pelo eletrodo negativo (catodo) são acelerados em direção ao eletrodo positivo (anodo) chocando com os atómos do vapor metálico.
As lâmpadas de descarga necessitam de um elemento com impedância positiva ligada em série para estabilizar a corrente da operação nominal da lâmpada, chamado reator (ou balastro), para evitar que em caso de haver variação da tensão da fonte geradora, a lâmpada se comporte como um curto-circuito, o que poderia causar níveis elevados da corrente. 
A alimentação das lâmpadas de descarga é normalmente em corrente alternada, e para garantir a eficiência, a estabilização da corrente é feita com elementos reativos (capacitores e indutores) para evitar a dissipação desnecessária de potência ativa. A função do balastro é de criar a sobretensão necessária para romper a rigidez dielétrica do gás no interor do tubo no momento da partida, e limitar a intensidade de corrente.

#### Tipos de lâmpadas de descargas

##### Lâmpadas fluorescentes
As lâmpadas fluorescentes funcionam de modo semelhante aos tubos de descarga de gás néon, possuem um par de eletrodos em cada extremo. Os elétrons são emitidos de um eletrodo por meio de uma sobretensão. O tubo de vidro é coberto com um material à base de fósforo, este, quando excitado com radiação ultravioleta gerada pela ionização dos gases, geralmente vapor de mercúrio, produz luz visível.
Os equipamentos auxiliares das lâmpadas fluorescentes são o reator e o arrancador (starter).
Os reatores, que geralmente são bobinas enroladas em um núcleo de ferro, têm duas funções: Produzir a sobretensão no momento do desligamento do arrancador e limitar corrente. No momento em que se dá a condução do gás, tudo se passa como se houvesse um curto-circuito, pois a resistência elétrica passa a ser quase nula, porém neste momento o reator age como uma reatância, limitando a corrente.
Os reatores podem ser simples ou duplos, de alto ou baixo fator de potência e aumentam a carga das lâmpadas em cerca de 25%.
O starter baseia-se no princípio do bimetal, isto é, um contato que no início do funcionamento está fechado mas que com o aquecimento da lâmina, abre o circuito, produzindo a sobretensão necessária para dar partida à lâmpada. Há reatores de partida rápida, isto é, que não necessitam de starter, pois no momento em que é ligado o circuito já se produz a tensão suficiente à partida da lâmpada.
Ligado em Paralelo ao arrancador, existe um capacitor,(reator) (ou condensador) cuja finalidade é a absorção das centelhas que se formam na partida, evitando as interferências eletromagnéticas.

##### Lâmpadas a vapor de mercúrio
Também utiliza o princípio da descarga através do vapor de mercúrio. Esta lâmpada não possui arrancador e a partida é dada por meio de uma bobina. A esta bobina dá-se o nome de reactância, porque a sua impedância é dada por:
Z = R + jX
em que:
Z - Impedância em Ω (Ohm) - valor Complexo
R - Resistência em Ω (Ohm) - componente Real
X - Reactância em Ω (Ohm) - componente Imaginária
O "j" minúsculo indica que é a componente imaginária de "Z" (em matemática utiliza-se a letra "i" minúscula, mas como em electricidade / electrónica o "i" designa Intensidade de Corrente em Ampere, o "j" foi adoptado).
Uma vez iniciado o arco entre um dos eletrodos principais e o eletrodo auxiliar, o vapor de mercúrio contido no tubo vaporiza-se,  propiciando um meio condutor favorável. Assim, entre os eletrodos principais se forma um arco, produzindo-se energia luminosa em escala visível, pois o vapor de mercúrio encontra-se em alta pressão.
O tempo de partida de uma lâmpada de vapor  de mercúrio é de cerca de oito minutos, suficientes para que o mercúrio se vaporize, enquanto que na fluorescente comum é de poucos segundos.
A lâmpada a vapor de mercúrio é utilizada em larga escala na iluminação de ruas, jardins públicos, postos de gasolina, campos de futebol entre outros lugares.
Estas lâmpadas têm uma côr branco-azulada.

##### Lâmpadas a vapor de sódio
Tal como as lâmpadas de vapor de mercúrio, também utiliza o princípio da descarga através do vapor de sódio. Esta lâmpada também não possui arrancador e a partida é dada por meio de uma bobina.
A lâmpada de vapor de sódio é a mais usada em auto-estradas, aeroportos, gares marítimas, e outros espaços públicos onde a acuidade visual seja muito importante, mas onde não haja necessidade de conseguir distinguir com perfeição as diferentes cores.
A equação matemática indicada acima, aplica-se exactamente da mesma forma aqui.
Estas lâmpadas têm uma côr alaranjada.

##### Lâmpadas mistas
Estas lâmpadas, ao mesmo tempo incandescentes e a vapor de mercúrio, são constituídas de um tubo descarga de mercúrio, ligada em série com um filamento de tungstênio. Este filamento, além de funcionar como fonte de luz, age como resistência, limitando a corrente da lâmpada.
Têm duas grandes vantagens sobre as lâmpadas de vapor de mercúrio comum: Não necessitam de reator e podem ser aplicadas simplesmente substituindo a lâmpada incandescente sem necessitar adaptação.
O seu campo de aplicação é semelhante ao das lâmpadas a vapor de mercúrio, ou seja, iluminação de ruas, jardins, armazéns, garagens , postos de gasolina ,campos de futebol,etc...
No início do funcionamento é aceso o filamento incandescente e aos poucos o mercúrio é vaporizado, iniciando-se o processo da iluminação por meio do vapor de mercúrio. A luz possui uma coloração branco-azulada, agradável a visão e de ampla aplicação em espaços exteriores.

##### Outros tipos de lâmpadas de descarga
Conforme o fim específico, existem outros tipos de lâmpadas de descarga, como, por exemplo, a de multivapores metálicos, lucalox, catodo frio e outros. Na iluminação de longo alcance, como, por exemplo, para campos de futebol, usa-se a lâmpada de vapor de sódio em alta pressão. Em resumo, a tecnologia constantemente amplia o campo aberto para a iluminação a descarga com aplicações cada vez mais específicas e de maior rendimento.